# Berton Churchill

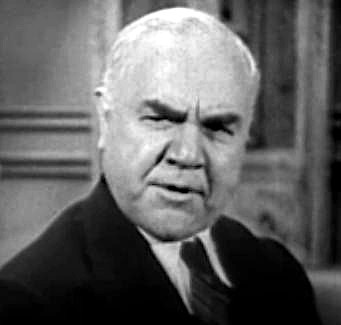
Berton Churchill.

Berton Churchill, född 9 december 1876 i Toronto, Ontario, Kanada, död 10 oktober 1940 i New York, var en kanadensisk skådespelare, verksam i USA. Han verkade som skådespelare från tidigt 1900-tal, och mellan 1909 och 1930 medverkade han regelbundet i teaterproduktioner på Broadway. Under 1930-talet medverkade han som birollsaktör i över 100 amerikanska filmer. En av hans mer bemärkta roller var som arrogant bankman i John Fords westernfilm Diligensen 1939, vilket också kom att bli en av hans sista roller.

## Filmografi, urval
- 1932 – Jag är en förrymd kedjefånge
- 1933 – Själar till salu
- 1934 – Oss miljonärer emellan
- 1936 – Fyra män och ett löfte
- 1936 – Min farfar och jag
- 1938 – En cowboy och en lady
- 1938 – Kärleksduetten
- 1939 – Den oväntade gästen
- 1939 – Diligensen